# Суаткан
Суатка́н, Сув-Атка́н (крим. Suv Atqan) — річка в Україні, на Кримському півострові. Ліва притока Бельбека (басейн Чорного моря).

## Опис
Довжина річки приблизно 8,97 км, найкоротша відстань між витоком і гирлом — 7,51 км, коефіцієнт звивистості річки — 1,20. Річка формується багатьма безіменними струмками та 6 загатами.

## Розташування
Бере початок на південно-східному схилі гори Два Татарика. Тече переважно на північний схід через Багату Ущелину, Новопілля і на південно-східній околиці села Голубинки впадає у річку Бельбек.
Населені пункти вздовж берегової смуги: Поляна, Путилівка, Аромат.